# Scatrichus bicarinatus
Scatrichus bicarinatus är en skalbaggsart som beskrevs av Edgar von Harold 1869. Scatrichus bicarinatus ingår i släktet Scatrichus och familjen bladhorningar. Inga underarter finns listade i Catalogue of Life.